# Eigen risico
Een eigen risico is het deel van een schade dat een verzekeraar niet vergoedt en dus voor eigen rekening van de verzekerde blijft. 
Bij vrijwillige verzekeringen is een eigen risico - voor zover aangeboden door de verzekeraar - een keuze. Men verzekert doorgaans een kleine kans op een grote schade omdat men "risico-avers" is: de verzekerde geeft dan de voorkeur aan de zekerheid van een kleine uitgave, de premie boven het risico plotseling een grote uitgave te moeten doen. Het kan een keuze zijn om kleine schades zelf te dragen, omdat het relatief duur is die te verzekeren, en in het uiterste geval helemaal geen verzekering af te sluiten, als die niet verplicht is. Zo is een reisverzekering die ook het verlies van pakweg zakkammen vergoedt erg duur, terwijl de verzekerde het eigenlijk pas een probleem vindt als de schade bijv. boven € 100 ligt. En dan kan een goedkopere verzekering worden afgesloten.
Bij verplichte verzekeringen zoals vooral de Nederlandse zorgverzekering kan de wetgever een eigen risico vaststellen met het doel van gedragsbeïnvloeding, al is dat omstreden. Men kan het wenselijk vinden verzekerden te prikkelen niet voor elk wissewasje naar de dokter te gaan, al moet voorkomen worden dat met het oog op de kosten de dokter wordt gemeden terwijl dat later tot hogere kosten zou leiden. Omgekeerd kan een (te) laag eigen risico een "moral hazard" betekenen, in die zin dat de verzekerde minder voorzichtig is omdat de verzekering toch wel betaalt.
Hoewel het eigen risico ook de premie van zorgverzekeringen verlaagt, ligt dat bij deze verzekeringen politiek gevoelig omdat er mensen zijn die dat moeilijk kunnen betalen.
Er wordt wel gezegd dat verzekeraars altijd een zeker eigen risico wensen, omdat dit de verzekerde prikkelt tot voorzichtigheid, en voorkomt potentieel grote aantallen kleine schades te moeten afwikkelen, wat een zware administratieve last zou betekenen. Op de vrije markt kan de verzekeraar dit nadeel echter in de premie verdisconteren, wat uiteraard verzekeringen die ook kleine schades dekken voor de verzekerde minder aantrekkelijk maakt.       
Een eigen risico kan ook bestaan uit het, vrijwillig of verplicht, onverzekerd laten van een gedeelte van het belang. Een dergelijke (overigens zeldzame) bepaling komt met name voor bij brandverzekering. Als gevolg van de ontstane onderverzekering wordt elke schade evenredig uitgekeerd. Wettelijk mag een verzekerde overigens niet wezenlijk beter worden van een uitkering, al stond de Hoge Raad wel toe dat nieuwbouw van een afgebrande boerderij volledig werd vergoed. Brandstichting mag verzekeringstechnisch niet lonen.
De hoogte van het eigen risico wordt doorgaans op het polisblad vermeld al komt het ook voor dat het eigen risico alleen in de polisvoorwaarden vermeld staat. 
Voorbeelden (naast het reeds genoemde voorbeeld van de bagageverzekering):
1. Een verzekerde heeft een autoverzekering met een eigen risico van € 135,--. Bij een schade van € 95,-- zal de verzekeraar niets uitkeren, de schade blijft tenslotte onder het eigen risico. Bij een schade van € 200,-- keert de verzekeraar € 200,-- uit minus het eigen risico. De uitkering is € 65,--.
2. Een verzekerde heeft een opstalverzekering met een eigen risico van 2‰ bij schade door storm. De hoogte van het eigen risico is dus afhankelijk van de hoogte van het verzekerd bedrag. Bij een verzekerd bedrag van € 200.000,-- is het eigen risico € 400,--, bij een verzekerd bedrag van € 1.000.000,-- is het eigen risico € 2.000,--.